# All Eyes on Me
Ej att förväxlas med Monicas singel "All Eyez on Me"
"All Eyes on Me" är en låt framförd av den amerikanska sångerskan Letoya Luckett, med text av henne själv, Teddy Bishop och Dave Young med musik av J. R. Rotem till LeToyas debutalbum LeToya. Låten innehåller gästaristerna Paul Wall och Slim Thug.
"All Eyes on Me" är en låt i upptempo med kraftiga influenser från mellanöstern. Spåret har en kraftig basgång, trummor och trumpet. I refrängen sjunger framföraren; "I'm feeling like all eyes/On me/The way my body moves/Is making you crazy". Låten var från början tänkt att ges ut som Letoyas debutsingel av Capitol Records. Dessa planer ställdes dock in när sångerskan insisterade på att ge ut midtempo-spåret "Torn" som skivans huvudsingel istället. "All Eyes on Me" trycktes istället upp i 12-vinylskivor och gavs ut som en marknadsföringssingel den 25 oktober 2005. Utgivningen kom med på Spin Magazines lista The Spin Essential MIX där den rankades på en 7:e plats. Skribenten kommenterade; "Hon ratades av Destiny's Child men återkommer nu med en dundrande klubblåt som är mer än tillfredsställande." Singeln tog sig aldrig in på några singellistor.
En musikvideo till "All Eyes on Me" skapades aldrig.

## Format och innehållsförteckningar
- Amerikansk vinylsingel

1. "All Eyes On Me" (Album)
2. "All Eyes On Me" (Instrumental)
3. "All Eyes On Me" (Acapella)

- Amerikansk CD/Maxi-singel

1. "All Eyes On Me" (Clean)
2. "All Eyes On Me" (Instrumental)
3. "All Eyes On Me" (Acapella)